# Wilhelm Heinrich Schüßler
Wilhelm Heinrich Schüßler (pisane także Wilhelm Schuessler lub Wilhelm Schüssler) (ur. 21 sierpnia 1821 w Oldenburgu, zm. 30 marca 1898 tamże) – niemiecki lekarz-homeopata, autor koncepcji o stosowaniu biochemicznych soli mineralnych w leczeniu.

## Życiorys
Najpierw zarabiał na życie jako nauczyciel języków obcych i uzdrowiciel. Dopiero w wieku 32 lat rozpoczął studia medyczne w Paryżu, które kontynuował w Berlinie, Giessen i Pradze. W 1857 uzyskał tytuł lekarza. Początkowo skupił się na leczeniu pacjentów homeopatią, ale zaniechał jej ze względu na niemożliwą do opanowania olbrzymią ilość medykamentów. Następnie poświęcił się poszukiwaniu nowej metody leczenia, prostej i posługującej się niewielką liczbą medykamentów. 
Zainspirowany odkryciami Virchowa (teoria komórkowa) i Moleschotta (wpływ soli mineralnych na zdrowie ludzi i zwierząt) przeprowadzał własne eksperymenty usiłując znaleźć najważniejsze dla organizmu ludzkiego sole mineralne. W tym celu dokonywał analizy popiołu pozostającego po spaleniu w krematorium zwłok ludzkich. 
Wydedukował, że sole mineralne, które były obecne w danym organie lub tkance w największej ilości, były niezbędne do prawidłowego funkcjonowania tego narządu czy tkanki, a ich niedobór prowadził do zaburzeń w prawidłowym funkcjonowaniu lub do choroby. Według Schuesslera doustne podanie pacjentowi odpowiednich soli mineralnych przywracało zaburzoną w organizmie równowagę tkankowych soli mineralnych i odgrywało znaczącą rolę w procesie zdrowienia. 
Uważał, że sole mineralne przed podaniem pacjentowi powinny być spreparowane w taki sam sposób jak środki homeopatyczne, tzn. poddane procesowi potencjowania homeopatycznego, który sprawiał, że sole były w stanie dotrzeć bezpośrednio do chorych komórek. Sam zwykle stosował nieorganiczne sole mineralne w szóstej potencji decymalnej, ale także stosował trzecią, czwartą i piątą potencję
Według Schuesslera zadaniem soli mineralnych podawanych pacjentom w postaci homeopatycznej było pobudzenie ludzkiego organizmu do efektywnego wchłaniania brakujących soli mineralnych z strawionego pokarmu i do lepszego wykorzystania ich w tkankach, a nie dostarczanie organizmowi brakujących soli.
Testy kliniczne przeprowadził na swoich pacjentach, osiągając pozytywne rezultaty. Do leczenia wykorzystywał 12 soli mineralnych. Miał wątpliwości co do dwunastej soli mineralnej, którą był siarczan wapnia i ostatecznie po latach zrezygnował z jej stosowania w leczeniu. Następcy Schuesslera ponownie wprowadzili siarczan wapnia do arsenału tkankowych soli mineralnych.
W 1874 opublikował pracę pt. Eine abgekürzte therapie, gegründet auf histologie und cellular-pathologie, w której opisał metodę leczenia solami mineralnymi.
Zmarł w wieku 77 lat.